# Pavel Podruh
Pavel Podruh (* 6. srpna 1986, Český Krumlov) je český podnikatel a ambasador udržitelnosti. Založil inovační projekt Český soběstačný dům, který se zaměřuje na výzkum a popularizaci staveb v různé míře energetické soběstačnosti a zdrojové šetrnosti. Spoluzaložil společnosti AMVOLT.energy a iBatt.energy, obě působící v oboru vývoje a výroby evropských bateriových úložišť.
Za svou činnost získal ocenění Český manažer roku, Cenu OSN za společenskou odpovědnost či European Sustainable Energy Award. V Japonsku převzal ocenění The Outstanding Young Person za své zásluhy v oblasti udržitelnosti a energetických inovací. Se svou manželkou a dvěma syny žije v Českém Krumlově.

## Vzdělání

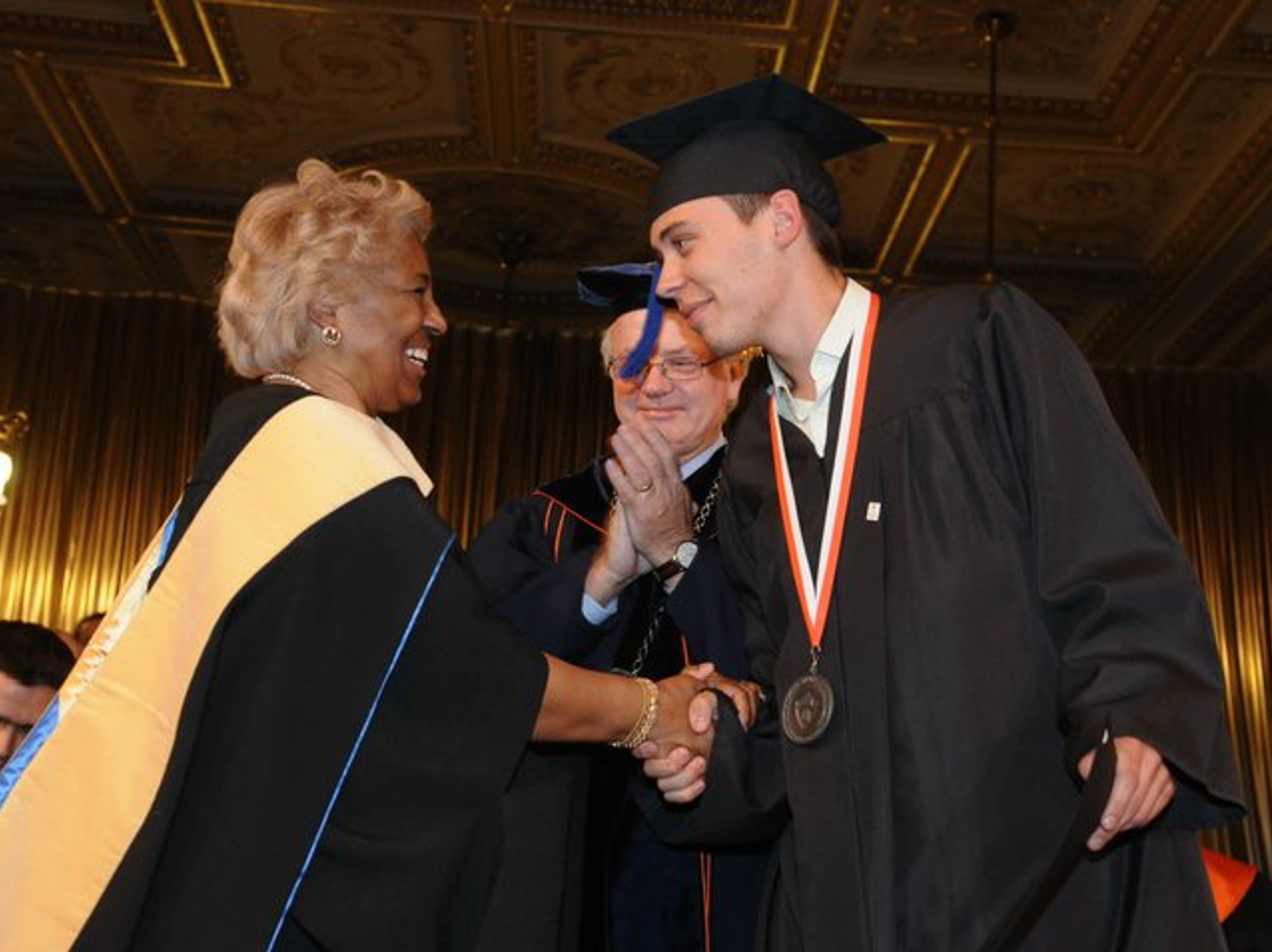
Pavel Podruh - promoce Empire State College

Středoškolská studia dokončil maturitou na Lake City High School ve městě Coeur d’Alene, Idaho v USA a také na Gymnáziu Český Krumlov. Následně získal stipendium na Empire State College, New York, kde dokončil simultánně dva bakalářské obory: International Economic Relations a Business Administration. Ve studiích pokračoval v magisterském programu mezinárodního managementu CESM MIM.

## Práce
Ještě za studií začal pracovat ve společnosti Plzeňský Prazdroj. Po pěti letech korporátní prostředí opustil a založil vlastní start-up PLN Creative Crew, butikovou kreativní agenturu, kterou v roce 2015 prodal zbylým partnerům. Následně ze získaného kapitálu založil projekt Český soběstačný dům a spolu s Michalem Klečkou založil výrobce bateriových úložišť AMVOLT.energy a iBatt.energy.

## Český soběstačný dům
Český inovativní projekt zaměřený na výzkum a popularizaci staveb v různé míře energetické soběstačnosti a zdrojové šetrnosti.   Projekt vznikl v roce 2016 z iniciativy Pavla Podruha, Jakuba Hořického a Jany Hořické. Jeho posláním je urychlení nástupu udržitelnějších technologií do běžných domácností a budov se záměrem inspirovat veřejnost, zajistit větší zájem, a tím pádem i více aplikací takových řešení na trhu. Český soběstačný dům získal za dobu své existence ocenění za společenskou prospěšnost SDGs Award od OSN a A-CSR, cenu za energetické inovace Energy Globe Award , nejvyšší ocenění Evropské komise, tzv. EU Sustainable Energy Award  či ocenění Adapterra Awards. Ekosystém aktivit projektu Český soběstačný dům zahrnuje volně přístupný, laboratorní off-grid dům, jeho opensource technickou dokumentaci, stejnojmennou knihu o současných udržitelnějších řešeních a šetrném životním stylu, vývoj bateriových úložišť a vzdělávání studentů.

## Hudba
Do roku 2016 byl zpěvákem reggae kapely Pub Animals, s kterou v roce 2011 získal žánrové ocenění Akademie populární hudby Anděl za album Safar-I.  Kapela vystupovala v klubech a na festivalech po celé ČR, včetně plnění role předskokanů. Za sebou má i účinkování na největším evropském reggae festivalu Rototom Sunsplash ve Španělsku a akcích v Německu, Belgii či Rumunsku.